# 岳荣寿
岳荣寿（1924年12月—），男，祖籍四川成都，水工大坝专家。原中国葛洲坝集团公司总工程师，教授级高级工程师。

## 生平
1924年12月出生于湖北汉口。抗日战争爆发后，随父母迁回原籍四川成都市。1948年毕业于四川大学工学院土木水利系，曾任四川水利局技术员。1949年后，历任武汉市水利局工程师，丹江13水电工程局施工管理处工程师，水利电力部第十二工程局施工管理处主任工程师。1971年9月以后，历任葛洲坝工程局技术处副处长，工程局副总工程师 、总工程师。
一生致力于水利工程建设的岳荣寿，先后参加了武汉市、哈尔滨市防洪工程设计与施工和丹江口、南河、黄龙滩等水电工程施工。其间，参加了1954年长江百年不遇洪水武汉防汛抗洪，职守张公堤长丰南北垸一带，负责设计制造防止风浪对子堤袭击的防浪排。
1971年9月起，受命担负葛洲坝工程技术工作，直接参与大江截流的组织指挥和工程技术决策程。为实现长江截流，曾被派赴巴西伊太普水电站学习考察。1980年11月13日，大江截流指挥部正式成立，岳荣寿被委任为副总指挥长。1981年1月3日7时30分，长江首次截流成功。
1982年二期主体工程全面进入混凝土浇筑。他以技术总负责人身份，主持解决低温混凝土工程问题。该工程第一次使用了风冷骨料，解决了大体积混凝土夏季施工的难题，填补了国内低温混凝土施工技术的空白。随后，又积极主导推广“碾压混凝土施工技术”和“网络计划技术”的运用。1988年，葛洲坝水利枢纽工程全面建成投入运行。
岳荣寿著有《葛洲坝水利枢纽工程》、《东江水库移民安置经验初探》、《葛洲坝二期工程提高施工水平的措施》等论作。在葛洲坝建设中，多次受到叶剑英、李先念、李鹏、谷牧等党和国家领导人的亲切接见并合影。先后当选为中国水利学会理事，中国水力发电学会理事，湖北省水利学会副理事长，湖北省水利发电工程学会副理事长，宜昌市科协主席和政协副主席。

## 获奖与荣誉
- “大江截流和二江工程”分别获得国家金质奖和银质奖；
- 二、三江工程荣获国家科技进步特别奖；水总优质工程金质奖
- “低温混凝土工程”获国家科技进步二等奖
- 工程局网络计划技术应用获得国家水利水电总局二等奖
- 荣获水电部先进工作者称号，享受国务院特殊津贴。